# Adolph Zukor

Zukor, na Paramount em seus primórdios.

Adolph Zukor (Ricse, 7 de janeiro de 1873 - Los Angeles, 10 de junho de 1976) foi um produtor de cinema dos Estados Unidos de origem húngara.
Foi o fundador dos estúdios da Paramount Pictures em maio de 1912, um dos principais estúdios de cinema do mundo. Em 1949, recebeu um Oscar honorário.

## Início da vida
Zukor nasceu de uma família judaica em Ricse, Hungria, que era então uma parte do Império Austro-Húngaro. Em 1889,  com dezesseis anos, ele emigrou para os Estados Unidos. Quando ele desembarcou pela primeira vez em Nova York, ficou com sua família e trabalhava em uma tapeçaria. Um amigo arranjou-lhe um emprego como aprendiz em um peleiro.
Zukor ficou lá por dois anos. Quando ele saiu para se tornar um trabalhador com "contrato", para costurar pedaços de pele e vendê-los a si mesmo, ele tinha dezenove anos de idade e era um designer talentoso. Mas ele era jovem e aventureiro, e de 1893 na Columbian Exposition em Chicago, que comemorava a descoberta da América por Colombo, o levou para o Centro-Oeste. Uma vez lá, ele começou um negócio de peles. Na segunda temporada de operação, a Companhia Zukor Fur uma novidade, foi ampliada passando ter 25 trabalhadores e abriu uma filial.
Historiador Neal Gabler escreveu "uma das falácias mais difíceis da história do cinema é que os homens que criaram a indústria do cinema eram todos jovens empobrecidos vulgares.... Zukor claramente não se encaixam nesse perfil. Em 1903, ele já olhou e viveu como um jovem rico burguês, e ele certamente ganhou a renda de um. Ele tinha um apartamento espaçoso na Rua 111 com a Sétima Avenida, em Nova Iorque, na seção alemã-judia rica".
Em 1918, mudou-se para New Cit, no condado de Rockland, Nova York , onde comprou 300 hectares de terra de Lawrence Abraão , herdeiro das Lojas A & S Departamento. Abraão já tinha construído uma casa bastante grande, um campo de golfe de nove buracos e uma piscina no estabelecimento. Dois anos depois, Zukor comprou um adicional de 500 hectares, construiu uma casa noturna, casa de hóspedes, sala de cinema, vestiário, estufas, garagens, pessoal trimestres e contratou o famoso arquiteto de golfe AW Tillinghast para construir um campo de golfe de campeonato de 18 buracos . Hoje, a propriedade de  Zukor  é um clube privado conhecido como Paramount Country Club.

## Carreira cinematográfica
Ele se envolveu na indústria cinematográfica, quando em 1903 o seu primo, Max Goldstein se aproximou dele para um empréstimo. Mitchell Mark precisava de investidores para expandir a sua cadeia de teatros semelhantes que tinham começado em Buffalo, Nova York , com Edisonia Câmara. O salão de jogos eletrônicos, a Companhia Vaudeville automática na 14th Street em Nova York teve características de maravilhas de Thomas Edison: fonógrafos, luzes elétricas e imagens em movimento. Zukor não só deu a Goldstein o dinheiro, mas insistiu em formar uma parceria para abrir um outro. Outro parceiro no empreendimento foi Marcus Loew.

### Famous Players
Em 1912, Adolph Zukor fundou o estúdio de cinema Famous Players, que atuaria como a empresa de distribuição americana para o filme francês Les Amours de la Reine Elisabeth, estrelado por Sarah Bernhardt. No ano seguinte, obteve o apoio financeiro dos irmãos Frohman, os poderosos empresários de teatro de Nova Iorque. Seu objetivo principal era trazer atores de teatro conhecidos para as telas e Zukor  produziu o filme O Prisioneiro de Zenda (1913). Ele comprou um armazém na 26th Street em Manhattan, e converteu-o no Chelsea Studios, um estúdio de cinema que é usado ainda hoje.

### Paramount Pictures
O estúdio evoluiu para Famous Players-Lasky com o co-produtor Jesse L. Lasky e Paramount Pictures, da qual foi presidente até 1936, quando ele foi elevado a presidente do conselho. Ele revolucionou a indústria cinematográfica por organizar a produção, distribuição e exibição dentro de uma única empresa. Zukor foi um diretor e produtor. Ele se aposentou da Paramount Pictures em 1959 e, posteriormente, assumiu status presidente Emérito, cargo que ocupou até sua morte, aos 103 anos em Los Angeles.